# Édouard Le Bec
Édouard Le Bec est un médecin, chirurgien et écrivain français né le 14 juin 1851 à Nantes et mort le 6 octobre 1941 à Paris.

## Biographie
Édouard Marie Le Bec est le fils d'Édouard René Le Bec, un négociant nantais, et de Caroline Bergette. Distingué du 1er prix en 1872 (étudiants de 1re année) et en 1873 (2e année) de l'École de médecine de Nantes, docteur en médecine de la faculté de Paris en 1880, il devient chirurgien de l'Hôpital Saint-Joseph de Paris. Il est promu médecin-major en 1887.
Membre de la Société médicale Saint-Luc depuis sa création, il en est le directeur du comité parisien et le président du conseil national en 1904.
En 1909, lors de la fondation de la nouvelle Société des chirurgiens de Paris, il en devient vice-président du premier bureau.
Lebec est président du Bureau des constatations médicales de Lourdes de 1920 à 1923.

## Distinctions
- Chevalier de l'ordre de Saint-Grégoire-le-Grand

## Publications
- Lourdes et Franc-maçonnerie (1938)
- Preuves médicales du miracle, étude clinique [Lettre de S. Em. le cardinal Granito di Belmonte. 6e édition] (1930)
- Étude des quatre miracles des procès de béatification et canonisation de Sainte Thérèse de l'Enfant-Jésus (1927)
- Le Supplice de la croix, les forces naturelles inconnues et le miracle (1925)
- Les Deux Miracles pour la canonisation de sainte Jeanne-d'Arc (1922)
- Critique et contrôle médical des guérisons surnaturelles (1920)
- Éloge funèbre de Mgr d'Hulst, prononcé le 25 novembre 1896 (1897)
- La Nouvelle salle d'opérations et le service de gynécologie à l'hôpital Saint-Joseph (1892)
- Précis de médecine opératoire, aide (1885)
- De l'Extirpation du corps thyroïde (1883)
- La Lithotritie en une seule séance, leçon faite à "University college hospital, London", 21 novembre 1881, par Sir Henry Thompson (traduction, 1882)
- Étude sur les tumeurs fibro-kystiques et les kystes de l'utérus (1880)
- Les preuves médicales des guérisons miraculeuses
- Voies aériennes, thorax, sein

### Sources
- Walter Romig, The Guide to Catholic Literature. Volume 5, 1952